# Phyllanthus beddomei
Phyllanthus beddomei är en emblikaväxtart som först beskrevs av James Sykes Gamble, och fick sitt nu gällande namn av M.Mohanan. Phyllanthus beddomei ingår i släktet Phyllanthus och familjen emblikaväxter. Inga underarter finns listade i Catalogue of Life.